# Brachylophus bulabula
Brachylophus bulabula é uma espécie de réptil da família Iguanidae. Endêmica das ilhas Fiji, onde pode ser encontrada nas florestas tropicais das ilhas centrais. Está classificada pela IUCN como "em perigo" de extinção.